# Barrage de la Malate
Le barrage de la Malate est un barrage-écluse sur le cours du Doubs, situé sur la commune de Besançon en amont de la ville.

## Histoire
Dans le cadre du projet de canal du Rhône au Rhin, le barrage est construit, de même que l'écluse à sas n° 49 située à son extrémité, par le service des Ponts et Chaussées entre 1829 et 1830 en remplacement du barrage du moulin de Rivotte .
Lors du 3e Plan de modernisation et d'équipement (1957-1961), afin de porter le mouillage du canal à 2,60 m, le barrage est rehaussé de 40cm en l’équipant d'une bouchure mobile composée d'une vanne clapet permettant de limiter l'impact de ces travaux sur l'importance des crues.
En août 2010, après 18 mois de travaux, une passerelle réservée aux modes de transport doux est mise en service. Elle utilise l'infrastructure du barrage et de l'écluse en prenant appui sur les piliers de la vanne centrale et les murs du canal.
En 2015, l'ouvrage est complété par une micro-centrale hydroélectrique en rive droite.
Le barrage est recensé dans la base Mérimée depuis 2006.

## Données techniques
Le barrage de la Malate est un barrage-poids courbe de 90 mètres de long et 2,60 mètres de haut en travers du Doubs, construit initialement pour le canal du Rhône au Rhin, qui permet depuis août 2020 l'alimentation d'une micro-centrale électrique installée en rive doite sur un petit canal de dérivation.
L’ouvrage du barrage est constitué de :
- L'écluse à sas n° 49 du canal du Rhône au Rhin, longue de 38,50 m et large de 5, 20 m (dimensions utiles), munie de deux portes automatisées, à deux vantaux métalliques équipés de Vantelles glissantes (à guillotine). Sa hauteur de chute est de 2, 63 m.
- Le barrage proprement dit avec, au centre gauche, une bouchure mobile composée d'une vanne clapet de 17m de large sur une hauteur utile de 1, 30 m.
- La passerelle pour mode de transports doux longue de 280 mètres en comprenant les rampes d’accès pour une largeur de 2,5 mètres.
- La microcentrale hydroélectrique en rive doite d'une puissance de 850 kW avec une production d’électricité moyenne estimée à 4,7 millions de kW/h par an. Elle intègre une passe à poissons.

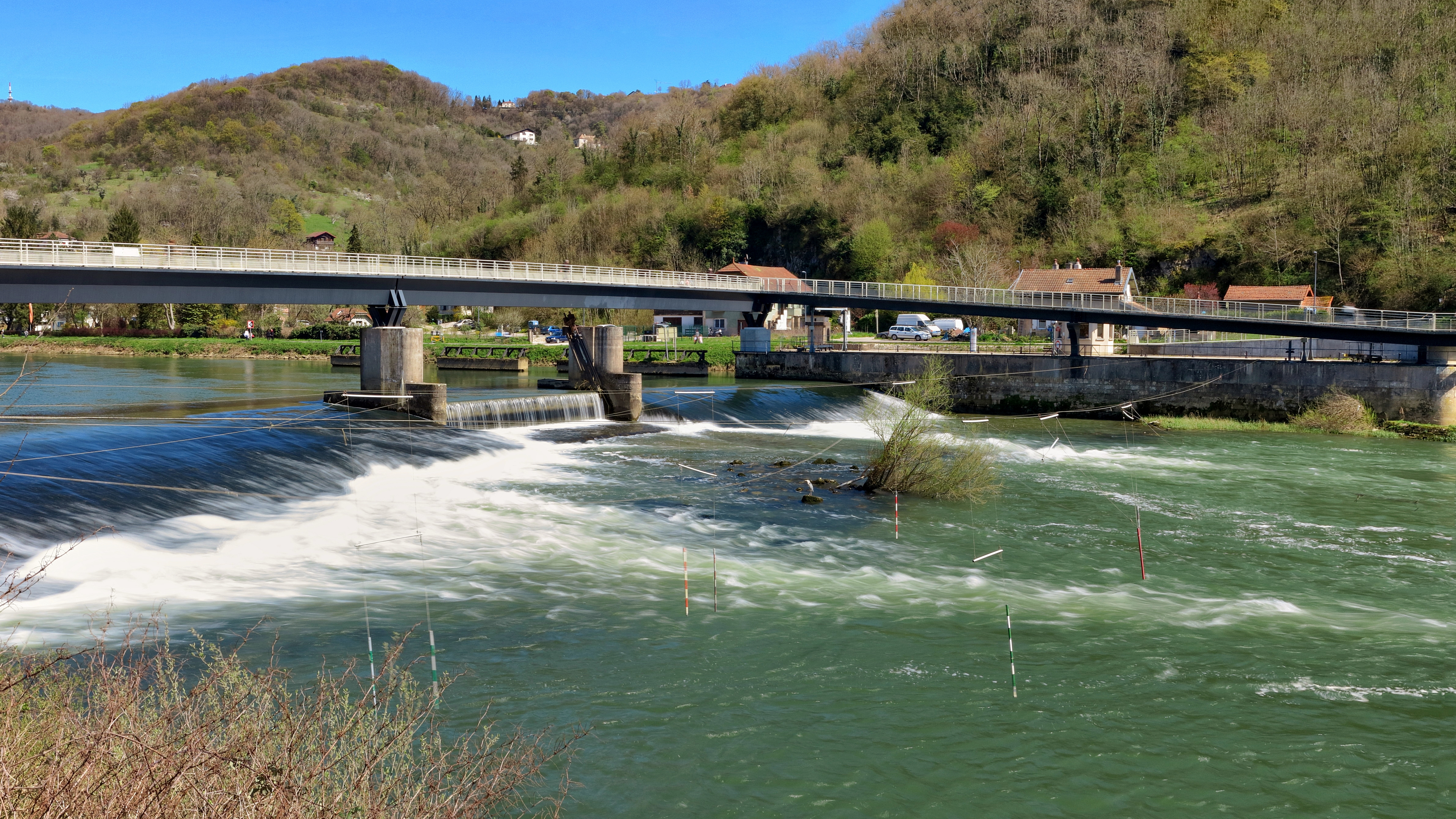
Le barrage et la passerelle.
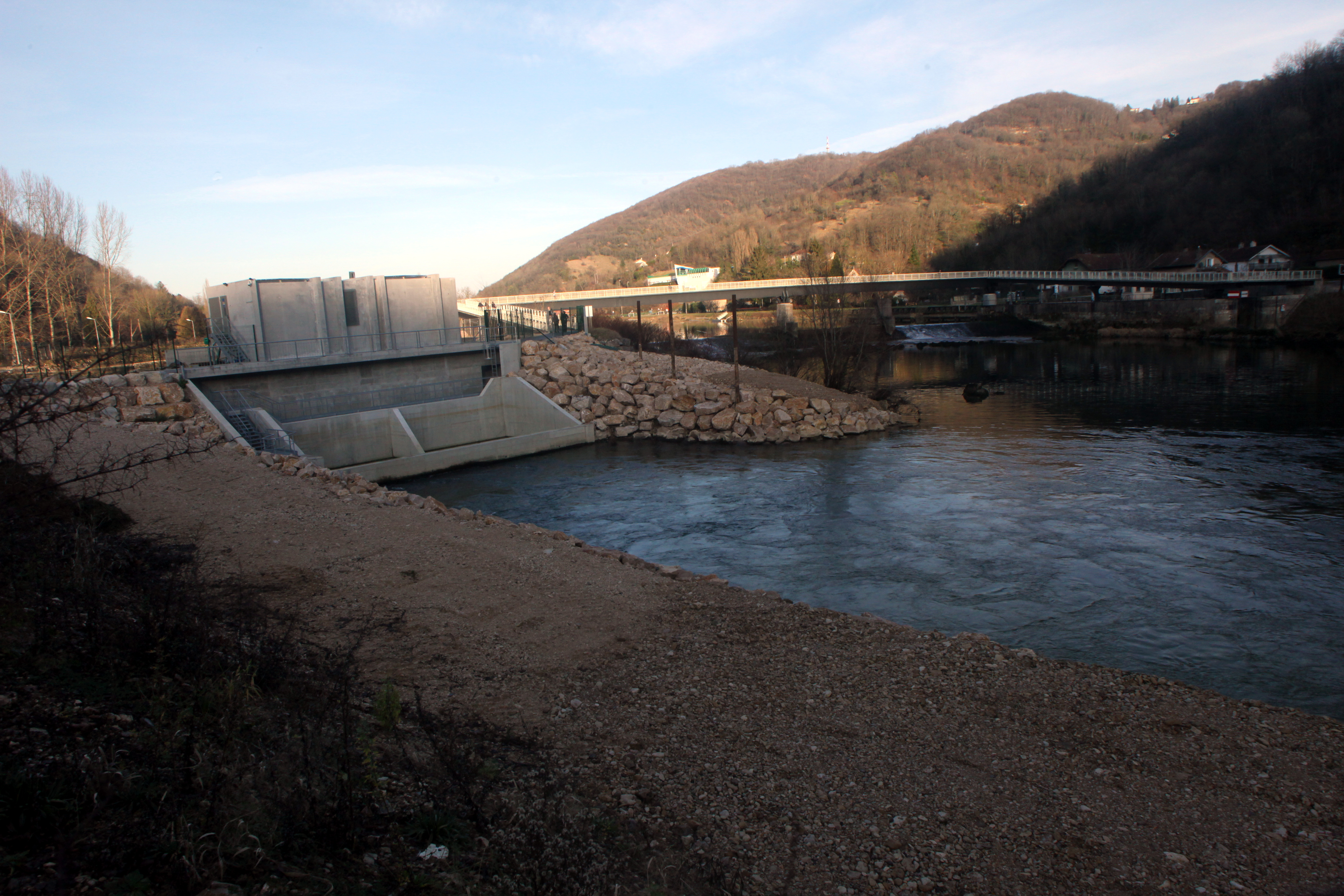
La microcentrale.
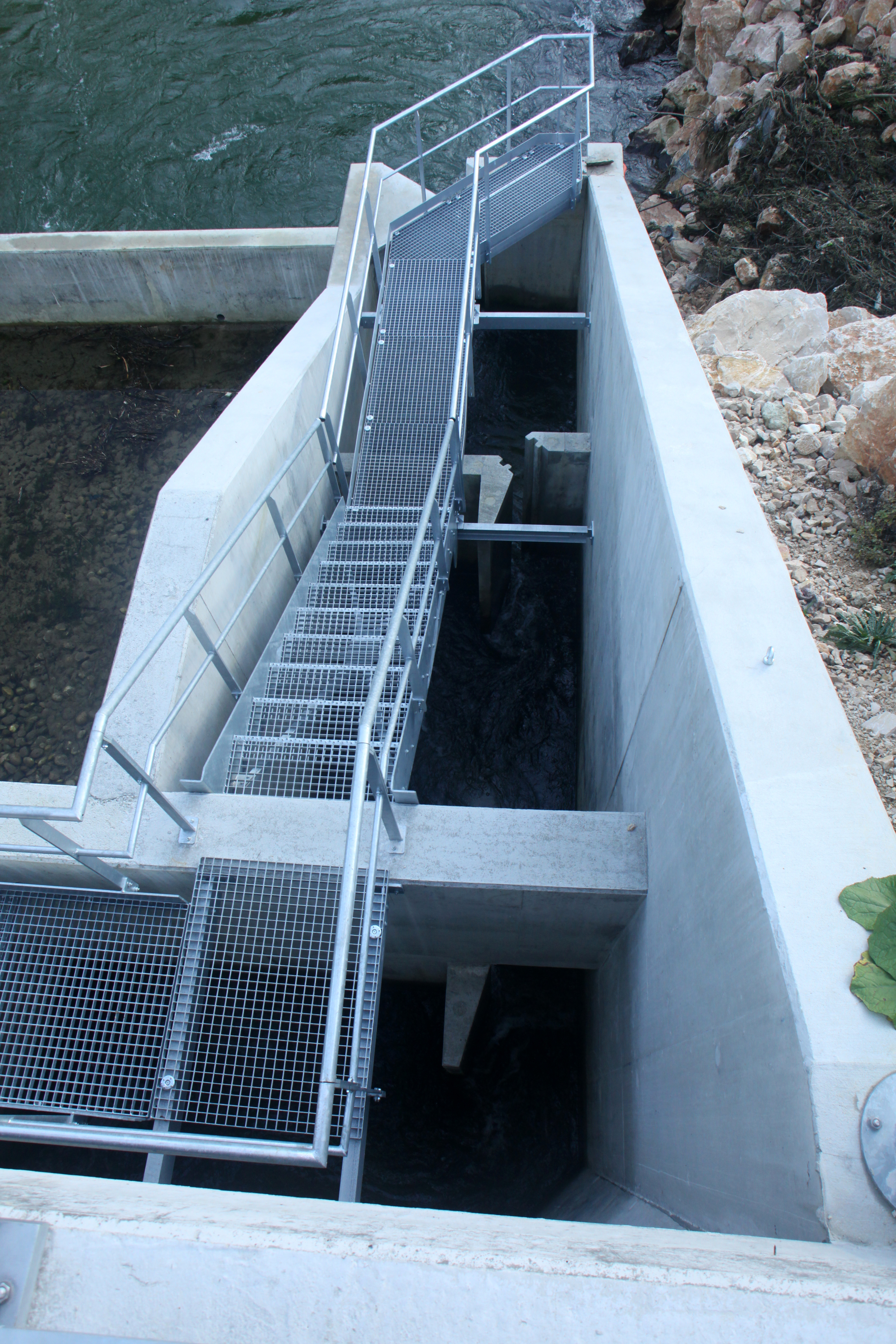
La passe à poissons.